# Abd ul-Samad

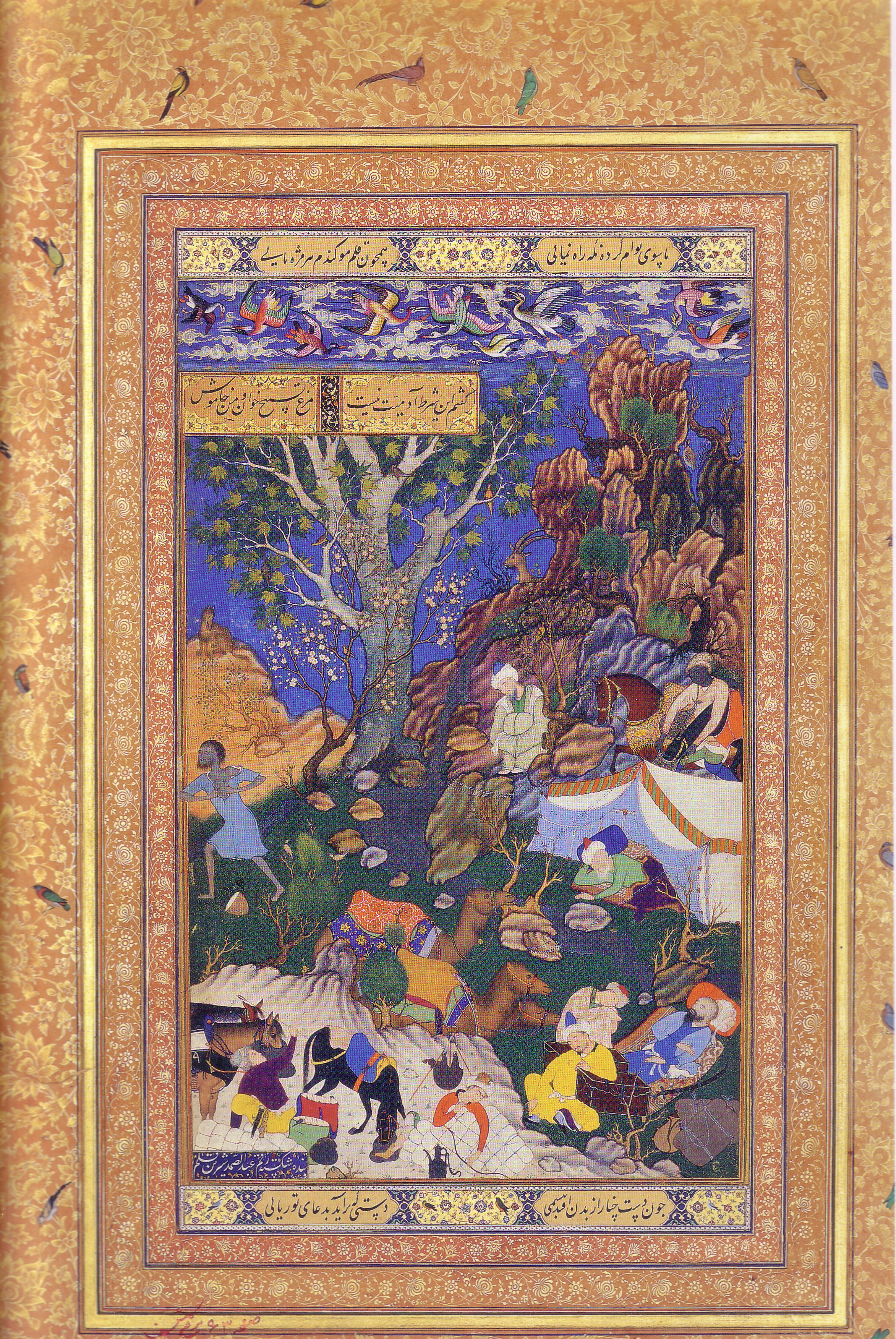
Muraqqa-e Golshan (karta 063)

Abd ul-Samad, Chwadża Abd al-Samad, Abd-as Samad (żył w XVI wieku) – irański malarz-miniaturzysta i kaligraf.

## Życiorys
Tworzył ok. lat 1540–1595, głównie w Indiach na dworze Akbara z dynastii Wielkich Mogołów, gdzie pełnił wiele funkcji dworskich i kierował pracownią malarską. Stał się znany przede wszystkim jako autor ilustracji do Hamzaname (Opowieść o życiu emira Hamzy), Chamse (Pięć poematów) Nizami’ego i wielu plansz z kompozycjami malarskimi i kaligraficznymi.
Zachęcał swoich uczniów do poszukiwań twórczych, a sam konsekwentnie malował we własnym stylu charakteryzującym się pewnym schematyzmem przedstawianych postaci i jednocześnie dbałością o szczegóły. Jego twórczość w znacznym stopniu wpłynęła na malarstwo szkoły mogolskiej drugiej połowy XVI wieku.